# Maureen Havlena
Maureen Havlena (* 26. Juli 1973 in Heerlen, Niederlande) ist eine deutsche Schauspielerin.

## Leben
Nach ihrem Studium der Theaterwissenschaften in München absolvierte Maureen Havlena dort von 1996 bis 1999 eine Schauspielausbildung (Schauspiel München). Sie spielte in verschiedenen Kurzfilmen an der Hochschule für Fernsehen und Film München, u. a. bei Peter Stauch („Bitter Fruits“) und Meret Burger („Julias Spaziergang“). HFF-Absolvent Michael Pohl engagierte sie 2001 für seinen Science-Fiction-Film Vortex mit Hardy Krüger jr.
Es folgten Engagements am Theater Erfurt und Bremen. Sie spielte u. a. Elisabeth in Friedrich Schillers »Maria Stuart«, das Mädchen im Musical »Linie 1«, Johann Kresniks »Die letzten Tage der Menschheit«, Doris in »Fremdeln« von Kristo Šagor und Olivia in »Ein König horcht« von Heiner Fahrenholz. Am Jungen Schauspielhaus Hamburg war sie u. a. in der Rolle der Roxane in »Cyrano de Bergerac«, als Jenny in »Playback Life«, als Ellena in »Ehrensache – Hamburger Fassung«, in »Mutter Afrika« sowie in der Uraufführung von Theo Fransz »Du, Du und Ich«, zu sehen.
2009 spielte sie in der niederländischen Fernsehserie Tien torens diep die Rolle der Mutter.

## Filmografie (Auswahl)
- 2010: Tien torens diep (Fernsehserie)
- 2015: Die Pfefferkörner – Im Schmetterlingsgarten (Fernsehreihe)
- 2016: Mörderische Stille
- 2016: Tatort: Zorn Gottes (Fernsehreihe)
- 2016: Tatort – Borowski und das Fest des Nordens (Fernsehreihe)
- 2017: Nord Nord Mord – Clüver und die tödliche Affäre (Fernsehreihe)
- 2017: Vadder, Kutter, Sohn (Fernsehfilm)
- 2018: Doppelzimmer für drei (Fernsehfilm)
- 2018: Ausgerechnet Sylt (Fernsehfilm)
- 2018: Tanken – mehr als Super (Folge 4)
- 2018: Polizeiruf 110 – Für Janina (Fernsehserie)
- 2019: Gipsy Queen (Fernsehfilm)
- 2019: Nord bei Nordwest – Frau Irmler (Fernsehreihe)
- 2020: Die Toten am Meer (Fernsehfilm)
- 2020: Das Geheimnis des Totenwaldes (Fernsehfilm)
- 2021: Ruhe! Hier stirbt Lothar
- 2021: Morden im Norden: Mitten ins Herz (Fernsehserie)
- 2021: Mutter, Kutter, Kind (Fernsehfilm)
- 2023: Hotel Mondial: Revanche (Fernsehserie)
- 2024: Die Kanzlei: Wo die Liebe hinfällt (Fernsehserie)